# 新基輔卡 (多夫然斯克區)
48°35′6″N 39°39′58″E / 48.58500°N 39.66611°E
新基辅卡（烏克蘭語：Новокиївка）是位於烏克蘭東部的村莊，由盧甘斯克州多夫然斯克區的索羅基內市鎮負責管轄。該村始建於1951年，面積0.69平方公里，海拔高度37米，2001年人口114，人口密度每平方公里164.7人。